# Magnolia ernestii
Magnolia ernestii är en magnoliaväxtart som beskrevs av Richard B. Figlar. Magnolia ernestii ingår i släktet Magnolia och familjen magnoliaväxter.

## Underarter
Arten delas in i följande underarter:
- M. e. ernestii
- M. e. szechuanica